# 翠谷香魂
《翠谷香魂》（英語：Green Mansions，又譯《綠廈》）是一部发行于1959年的美国惊险爱情片。由奥黛丽·赫本前夫米爾·法拉导演，奥黛丽·赫本和安东尼·柏金斯联袂主演。

## 演员

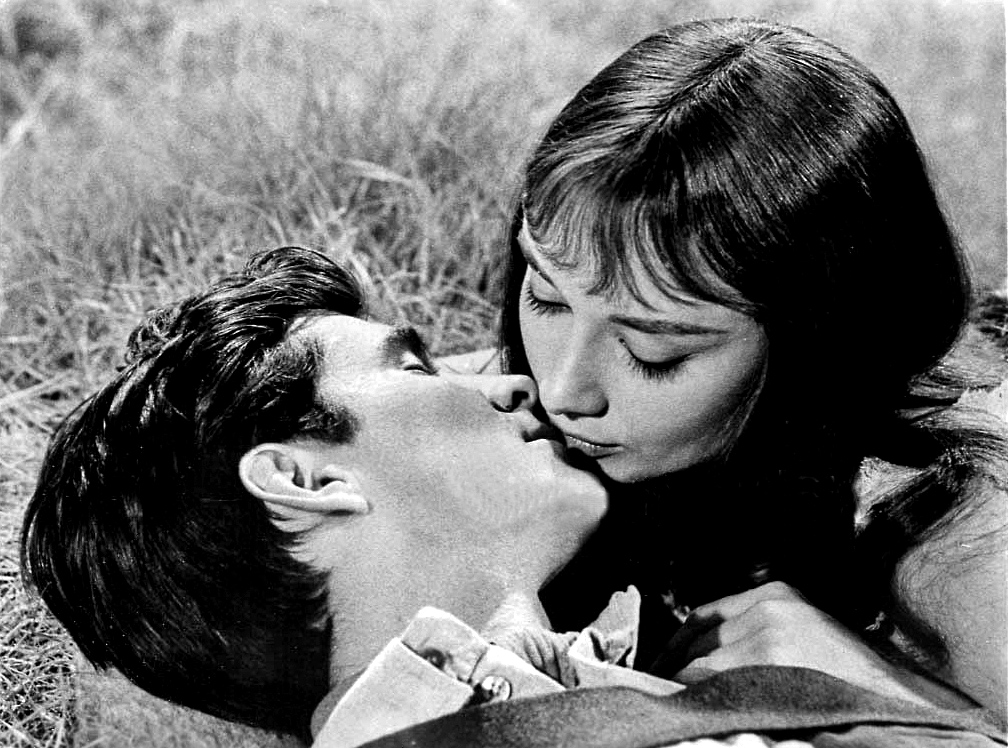
剧照

- 奥黛丽·赫本 – Rima
- 安东尼·柏金斯 – Abel

## 票房
尽管赫本很受欢迎，这部电影票房 卻是令人非常失望。